# Distribució de probabilitat composta
En Probabilitat i Estadística, l'expressió distribució de probabilitat composta té principalment dues accepcions: la més habitual la considera equivalent a mixtura de probabilitats, és a dir, informalment, una distribució de probabilitat que depèn d'un paràmetre, el qual també és una variable aleatòria. La segona es refereix a la distribució d'una suma d'un nombre aleatori de variables aleatòries independents, totes amb la mateixa distribució; Johnson et al. les anomenen distribucions de suma aturada (stopped sum distribution) i dediquen tot un capítol al cas que les variables siguin discretes.
Atès que hi ha un article dedicat a les mixtures de distribucions de probabilitat, en el present article tractarem breument de la segona accepció. Un exemple especialment important és  la distribució de Poisson  composta que, des del punt de vista aplicat,  s'utilitza com a model del total de reclamacions en un període d'una companyia d'assegurances  o, des del punt de vista teòric,  és una peça clau en l'estudi de les distribucions infinitament divisibles i els processos de Lévy.

## Definició
Considerem una successió {\displaystyle Y_{1},\,Y_{2},\dots }  de variables aleatòries independents, totes amb la mateixa distribució. Definim {\displaystyle {\begin{aligned}S_{0}&=0,\\S_{n}&=Y_{1}+\cdots +Y_{n},\ n\geq 1.\end{aligned}}}La successió {\displaystyle Y_{1},\,Y_{2},\dots } s'anomena una passejada aleatòria.
Sigui {\displaystyle N}  una variable aleatòria que pren valors 0, 1, 2,... amb probabilitats {\displaystyle P(N=j)=p_{j},\ j\geq 0,}independent de {\displaystyle Y_{1},\,Y_{2},\dots } La distribució de la variable aleatòria {\displaystyle X=S_{N}} s'anomena distribució de probabilitat composta (compound probability distribution). Vegeu també.

### Exemple. La distribució de Poisson composta
El cas més important és quan {\displaystyle N}  té una distribució de Poisson i aleshores la distribució  de  {\displaystyle S_{N}} s'anomena distribució de Poisson composta (compound Poisson distribution) (Nota: alguns autors també suposen que {\displaystyle P(Y_{1}=0)=0}).

### Funció de distribució i funció característica d'una distribució composta
La funció de distribució d'una distribució de probabilitat composta, que designarem per {\displaystyle F_{X}} , es calcula mitjançant el teorema de les probabilitats totals i la independència entre {\displaystyle N} i {\displaystyle Y_{1},\,Y_{2},\dots }: {\displaystyle F_{X}(t)=P(X\leq t)=\sum _{k=0}^{\infty }P(S_{N}\leq k\,|\,N=k)\,P(N=k)=\sum _{k=0}^{\infty }P(S_{k}\leq k\,|\,N=k)\,P(N=k)=\sum _{k=0}^{\infty }p_{k}F_{k}(t),}on {\displaystyle F_{k}}  és la funció de distribució de {\displaystyle S_{k}}, que és {\displaystyle F_{k}(t)=F_{Y}^{*k}(t),}on {\displaystyle *} denota l'operació de convolució. Per tant, identifiquem una distribució de Poisson composta com una mixtura amb un nombre infinit numerable de components.
Si designem per {\displaystyle \varphi _{Y}}  la funció característica comuna de  {\displaystyle Y_{1},\,Y_{2},\dots },  i per {\displaystyle \varphi _{X}} la de {\displaystyle X},  aleshores, pel teorema de les esperances totals i la independència entre {\displaystyle N} i {\displaystyle Y_{1},\,Y_{2},\dots },{\displaystyle \varphi _{X}(t)=E{\big [}e^{itX}{\big ]}=\sum _{k=0}^{\infty }E(e^{itS_{N}}\,|\,N=k)\,P(N=k)=\sum _{k=0}^{\infty }E{\big [}e^{itS_{k}}{\big ]}\,P(N=k)=\sum _{k=0}^{\infty }{\big (}\varphi _{Y}(t){\big )}^{k}\,p_{k}=E{\Big [}{\big (}\varphi _{Y}(t){\big )}^{N}{\Big ]}.}En el cas de la funció de distribució de Poisson composta, si   {\displaystyle N} té paràmetre {\displaystyle \lambda }, és a dir, {\displaystyle N\sim {\text{Poiss}}(\lambda )}, aleshores la funció característica és {\displaystyle \varphi _{X}(t)=e^{-\lambda }\,\sum _{k=0}^{\infty }{\big (}\varphi _{Y}(t){\big )}^{k}\,{\frac {\lambda ^{k}}{k!}}=e^{\lambda (\varphi _{Y}(t)-1)}.}

Referències
1. ↑  Moran, Patrick A. P.. An introduction to probability theory. paperback ed. with corr., repr.  Oxford: Clarendon Press, 1986, p. 98. ISBN 978-0-19-853242-2.
2. 1 2  Ross, Sheldon M. Introduction to probability models. 10th ed.  Amsterdam Heidelberg: Elsevier, 2010, p. 167. ISBN 978-0-12-375686-2.
3. ↑   {{{títol}}}. 2a edició.títol=Univariate discrete distributions|editorial=J. Wiley & sons|data=1992|lloc=New York|isbn=978-0-471-54897-3|nom=Norman Lloyd|cognom=Johnson|nom2=Samuel|cognom2=Kotz|nom3=Adrienne W.|cognom3=Kemp|pàgines=343|capítol=Chap. 9}}
4. ↑   Encyclopedia of actuarial science.  Chichester: Wiley, 2004. ISBN 978-0-470-84676-6.
5. ↑  Lin, X. Sheldon. Compound Distributions (en anglès).  Chichester, UK: John Wiley & Sons, Ltd, 24-9-2004. DOI 10.1002/9780470012505.tac046. ISBN 978-0-470-84676-6.
6. ↑  Satō, Ken'ichi. Lévy processes and infinitely divisible distributions.  Cambridge New York: Cambridge university press, 1999. ISBN 978-0-521-55302-5.
7. ↑  Murty, J. S.; Rao, P. Hanmanth «Use of compound-probability distributions in the study of induced post-implantation dominant lethals» (en anglès). Mutation Research/Fundamental and Molecular Mechanisms of Mutagenesis, 83, 2, 01-09-1981, pàg. 221–232. DOI: 10.1016/0027-5107(81)90007-5. ISSN: 0027-5107.
8. ↑  «A note on compound distributions» (en anglès).  https://www.researchgate.net.+[Consulta: 20 juny 2023].
9. ↑  Feller, William. Introducción a la Teoría de Probabilidades y sus aplicaciones, Vol. 1. Limusa.  Mèxic: Limusa_Wiley, S. A., p. 294.
10. ↑  Satō, Ken'ichi. Lévy processes and infinitely divisible distributions.  Cambridge New York: Cambridge university press, 1999, p. 18. ISBN 978-0-521-55302-5.